# Paulo-Afonso-Wasserkraftkomplex

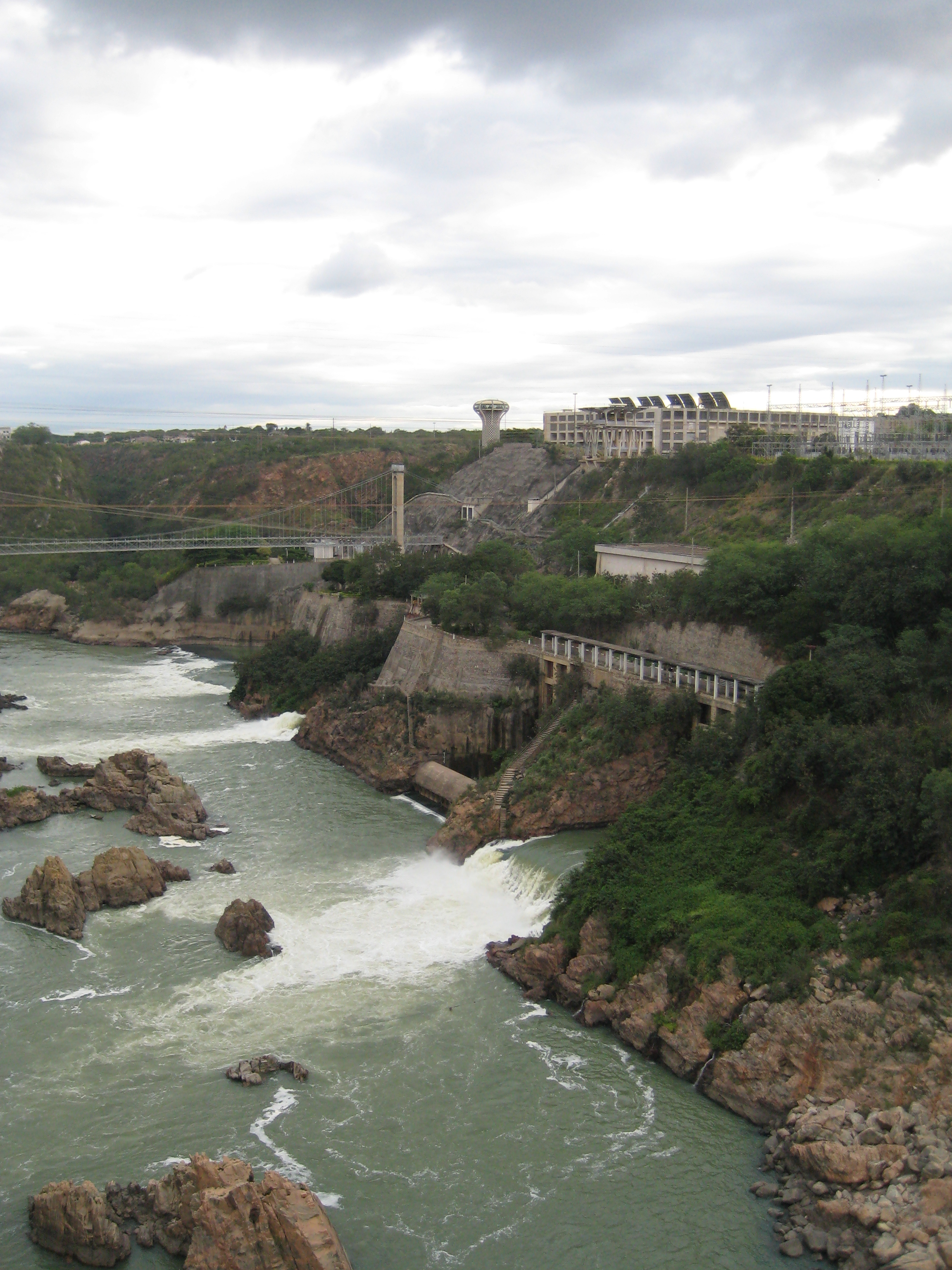
Blick auf Paulo Afonso I, II und III

Der Paulo-Afonso-Wasserkraftkomplex (Complexo Hidrelétrico de Paulo Afonso) ist ein System von drei Talsperren und fünf Wasserkraftwerken am Rio São Francisco nahe bei der Stadt Paulo Afonso in Bahia, Brasilien.

## Der Komplex
Der Komplex nutzt das Gefälle eines 80 m hohen natürlichen Wasserfalls aus, der als Paulo-Afonso-Fälle bekannt ist. Im Laufe der Zeit wurden zwischen 1948 und 1979 mehrere Bauwerke erbaut: Die Kraftwerke Paulo Afonso I, II, III, IV und Apollonius Sales (Moxotó) haben insgesamt 23 Turbinen und Generatoren mit einer installierten Leistung von 4279,6 MW.
Paulo Afonso I war das erste große Kraftwerk in Brasilien. Der Komplex stellt das dichteste Netz von Talsperren in Brasilien dar. Der Komplex versorgt den Nordosten von Brasilien mt Elektrizität und ist die Haupt-Touristenattraktion in der Gegend.

## Baugeschichte

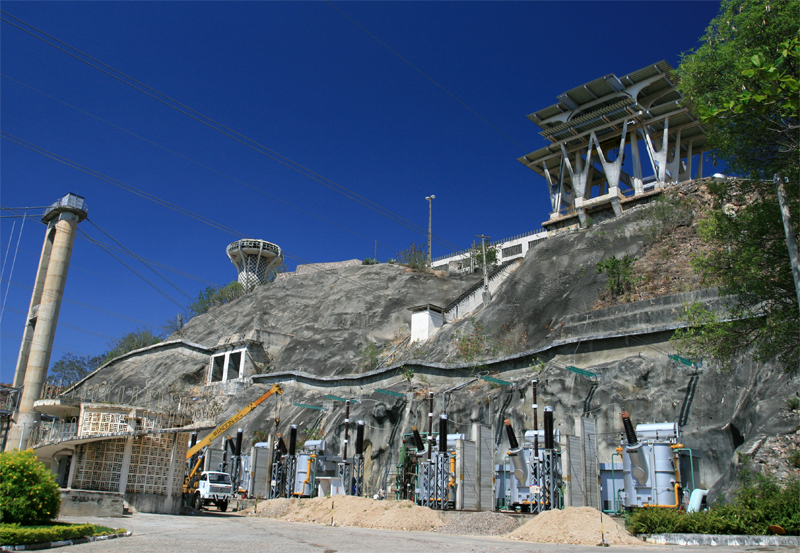
Maschinentransformatoren des Kraftwerks

1913 begann die Wasserkraftnutzung an den Wasserfällen mit dem kleinen Angiquinho-1,1-MW-Kraftwerk.
1944 wurde der Bau von Paulo Afonso I genehmigt, zunächst mit zwei Generatoren. Baubeginn war 1948. Am 15. Januar 1955 weihte der brasilianische Präsident João Café Filho PA I ein. 1955 wurde der dritte Generator von PA I in Betrieb genommen und der Bau von PA II begann.
1961 war PA II komplett und am 24. Oktober in diesem Jahr nahm der erste Generator den Betrieb auf. Die anderen fünf Generatoren wurden zwischen 1962 und 18. Dezember 1967 in Gang gesetzt. Der Bau von PA III begann schon bald danach 1967 und am 21. Oktober 1971 lief der erste Generator. Die weiteren Generatoren kamen zwischen 1972 und 1974 hinzu, der letzte am 5. August 1974. 1971 ging der Bau mit der Apollonius-Sales-(Moxotó)-Talsperre und -Wasserkraftwerk weiter 4 km oberhalb der Wasserfälle weiter. 1977 war der Bau fertig und die vier Generatoren gingen im April dieses Jahres ans Netz. 1972 begann der Bau der letzten Talsperre und ihrem Kraftwerk, PA IV, 2 km südwestlich der Fälle. Dieser Bau war 1979 fertig und sein erster Generator ging am 1. Dezember ans Netz, zwei weitere Generatoren 1980, zwei 1981 und der letzte am 28. Mai 1983.
Der Bau der Talsperren verursachte einen Verlust von 1600 ha Land und 52.000 Menschen mussten umgesiedelt werden.

## Bauwerke

### Apollonius Sales (Moxotó)
Die Appollonius-Sales-Talsperre und das zugehörige Kraftwerk waren ursprünglich unter dem Namen Moxotó bekannt, wurden aber nach Appollonius Sales, dem Gründer der CHESF (Companhia Hidro-Elétrica do São Francisco, die Betreibergesellschaft), umbenannt. Der Staudamm ist ein 30 m hoher, 2825 m langer Erd- und Felsschüttdamm. Das Reservoir ist 1.200 Millionen m³ groß, seine Oberfläche umfasst 100 km² und das Einzugsgebiet ist 630.000 km² groß. Staudamm und Stausee sollen vor allem den Wasserzufluss zu PA I, II und III 4 km abwärts regulieren. Auf der westlichen Seite gibt es eine Hochwasserentlastung mit 20 Verschlüssen mit zusammen 28.000 m³/s Kapazität. Das Kraftwerk befindet sich auf der Ostseite der Talsperre und hat vier Generatoren mit Kaplanturbinen. Jeder Generator hat eine Nennleistung von 100 MW, zusammen 400 MW.

### Paulo Afonso I, II, III (Delmiro Gouveia)

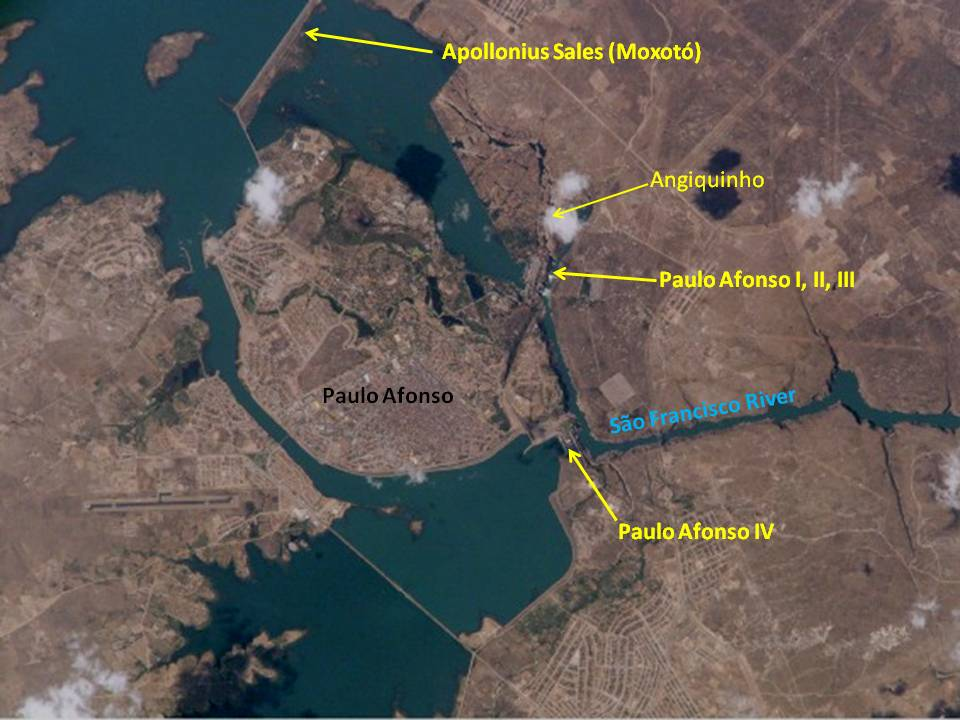
Überblick über den Komplex

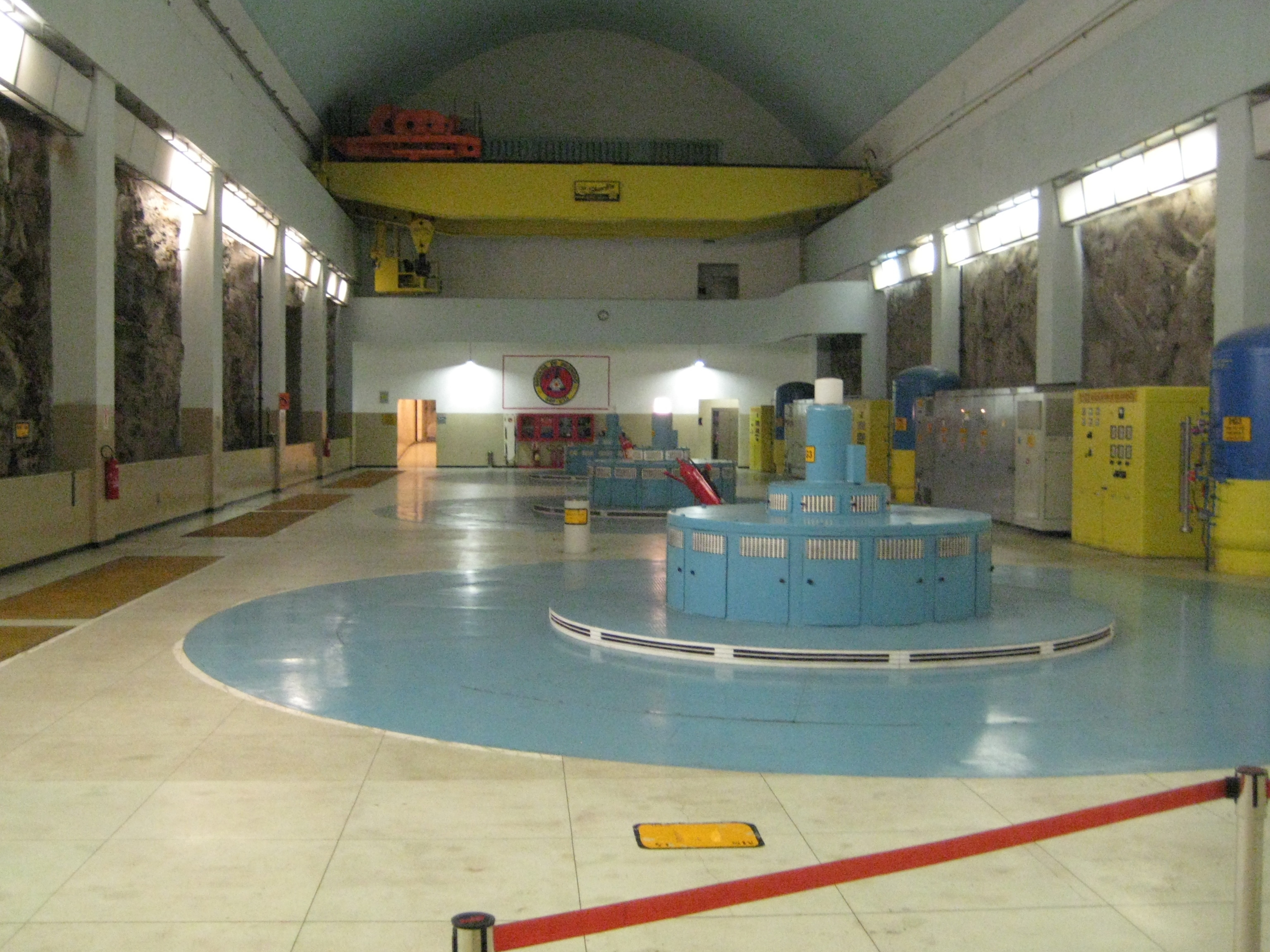
Generatorhalle von PA II

Direkt oben an den Wasserfällen steht die Delmiro-Gouveia-Talsperre. Diese versorgt Paulo Afonso I, II und III mit Wasser. Die Staumauer ist 20 m hoch, 4707 m lang und ist eine Gewichtsstaumauer aus Beton. Der Stausee hat einen Inhalt von 26 Millionen m³ und eine Oberfläche von 4,8 km². Die Staumauer hat einen nicht steuerbaren Überlauf, zusätzlich eine steuerbare Hochwasserentlastung im äußeren Bereich und dann noch vier steuerbare Auslässe an der Vorderseite der Wasserfälle. Diese vier Auslässe erzeugen, wenn sie geöffnet sind, den Wasserfall.
Alle drei Kraftwerke liegen 82 m tief im Untergrund nebeneinander. PA I ist in der Mitte in einer 60 m langen, 31 m hohen und 15 m breiten Kaverne untergebracht. Darin sind drei 60-MW-Generatoren mit Francis-Turbinen mit einer installierten Leistung von 180 MW. Die Generatoren von Westinghouse haben vertikale Achsen. Der Turbinenhersteller war Dominion Engineering Works (Andritz AG). Das Krafthaus von PA II ist 104 m lang, 36 m hoch und 18 m breit. Es enthält sechs vertikale Generatoren und Francis-Turbinen. Zwei Generatoren haben 70 MW, eine 75 MW und die letzten drei 76 MW, zusammen 443 MW. Die Generatoren kommen von S. Morgan Smith und Hitachi, die Turbinen von Voith. Das Krafthaus von PA III ist 127 m lang, 46 m hoch und 18 m breit. Darin stehen vier 198,55-MW-Generatoren von Siemens mit zusammen 794,2 MW. Alle (Francis-)Turbinen sind von Voith.

### Paulo Afonso IV
Die Paulo-Afonso-Talsperre steht 2 km südwestlich der Wasserfälle und ist 35 m hoch und 7430 m lang. Es ist ein Erd- und Steinschüttdamm, aber 1053 m davon sind aus Beton. Dort sind die Einläufe für das Kraftwerk und die Hochwasserentlastung. Letztere besteht aus acht Verschlüssen und hat eine maximale Abflusskapazität von 10.000 m³. Das Bauwerk staut einen See mit 127,5 Millionen m³ Inhalt und einer Wasseroberfläche von 12,9 km² auf. Dem Reservoir fließt Wasser durch einen Kanal zu, der bei dem südlichen Ende des Appolonius Sales Reservoir beginnt und setzt sich südlich entlang der Stadt fort. Das PA IV -Krafthaus ist auch unterirdisch und 210 m lang, 52 m hoch und 24 m breit. Darin stehen sechs 410,4-MW-Generatoren mit einer installierten Kapazität von 2.462,4 MW. Jeder Generator ist vom Síncrono-Vertical-Typ von Siemens und verwendet vertikalachsige Francis-Turbinen, die von Voith hergestellt wurden.
Es trat das Problem des Aufquellens von Beton infolge einer Alkali-Aggregat-Reaktion (z. B. Alkali-Kieselsäure-Reaktion) auf. Dies führte zu Spannungen und Rissbildung im Beton und in der Folge kam es auch zu mechanischen Problemen wie z. B. einer Neigung der Turbinen-Generator-Achse.